# Wrong Way Up
Wrong Way Up è un album discografico collaborativo realizzato dai musicisti Brian Eno e John Cale e pubblicato nel 1990 dalla Opal Records di Eno e dalla Warner Bros. Records.

## Tracce
Tutti i brani sono di Brian Eno e John Cale, a eccezione di quelli indicati

### Lato A
1. Lay My Love – 4:44
2. One Word – 4:34
3. In the Backroom – 4:02
4. Empty Frame – 4:26
5. Cordoba – 4:22

Durata totale: 22:08

### Lato B
1. Spinning Away – 5:27
2. Footsteps – 3:13
3. Been There, Done That – 2:52
4. Crime in the Desert – 3:42
5. The River – 4:23 (Brian Eno)

Durata totale: 19:37

### Bonus tracks sulle edizioni rimasterizzate del 2005
Nel 2005, la Hannibal Records e la All Saints Records hanno pubblicato due edizioni rimasterizzate, una per il mercato statunitense e una per il resto del mondo, con le seguenti bonus track:
Negli Stati Uniti
1. You Don't Miss Your Water - 3:46 (William Bell)
2. Palanquin - 2:36

Nel resto del mondo
1. Grandfather's House - 3:08
2. You Don't Miss Your Water - 3:46 (William Bell)

## Formazione
- John Cale: voce, piano, tastiere, basso, arpa, corno, darabouka, viola, archi, omnichord
- Brian Eno: voce, tastiere, sottofondi, tamburo nakara, chitarre, campana shinto, basso, piccolo organo nigeriano
- Robert Ahwai: chitarra ritmica
- Nell Catchpole: violini
- Rhett Davies: controcanto
- Daryl Johnson: basso
- Ronald Jones: tabla, batterie
- Bruce Lampcov: controcanto
- Dave Young: chitarre, basso
- Roger Eno: tastiere
- Daniel Lanois: chitarre in You Don't Miss Your Water (bonus track del 2005)